# Lamonzie-Montastruc
Lamonzie-Montastruc is een gemeente in het Franse departement Dordogne (regio Nouvelle-Aquitaine) en telt 557 inwoners (2004). De plaats maakt deel uit van het arrondissement Bergerac.

## Geografie
De oppervlakte van Lamonzie-Montastruc bedraagt 20,7 km², de bevolkingsdichtheid is 26,9 inwoners per km².
De onderstaande kaart toont de ligging van Lamonzie-Montastruc met de belangrijkste infrastructuur en aangrenzende gemeenten.

## Demografie
Onderstaande figuur toont het verloop van het inwonertal (bron: INSEE-tellingen).